# ویکی‌پدیای مقدونی
این وب‌گاه یکی از نسخه‌های ویکی‌پدیا به زبان مقدونی می‌باشد که در سپتامبر ۲۰۰۳ افتتاح شد و تا تاریخ ۲۶ اوت ۲۰۱۰ دارای ۴۱۰۰۰ مقاله ، ۲۲۰۰۰ کاربر ، ۲۲۳ کاربر فعال و ۴۵۰۰ پرونده بود.
تا تاریخ ۱۵ ژوئیه ۲۰۱۱ این دانش‌نامه با بیش از ۴۶٬۰۰۰ مقاله در رتبهٔ پنجاه‌وپنجم ویکی‌پدیاها قرار دارد.
این دانشنامه در اوایل اکتبر ۲۰۱۱ بیش‌از پنجاه‌هزار مقاله داشت.